# تشيجيانغ ليونز
تشيجيانغ ليونز هو فريق كرة سلة للمحترفين تأسس في سنة 2005 يقع مقره في هانغتشو، تشيجيانغ، الصين. ينافس في الرابطة الصينية لكرة السلة.

## أبرز اللاعبين
من أبرز اللاعبين الذين لعبوا معه:
- آل ثورنتون
- غاري فوربس
- جفريس كريتينتون
- جيلاني مكوي
- يوهان بيترو
- بيتر جون راموس
- رافر الستون
- رودني وايت
- تري كيلي
- ويلسون تشاندلر